# 管家基因
管家基因，又名持家基因、看家基因或家務基因，是指在生物体内所有细胞中都表达，并且为维持细胞基本生命活动所需而时刻都在表达的高度保守的基因。
在细胞生物学中，管家基因(housekeeping genes)通常是维持基本的细胞功能的组成基因，并且在无论正常还是病理条件下都正常表达。尽管一些管家基因会在非病理的条件下以恒定的速率表达，但是其他管家基因的表达可能会因为实验条件而不同。
“管家基因“一词的起源是模糊不清的。从1976年的文献用这个词语去描述tRNA和rRNA。出于实验的目的，通常实验会使用一个或者多个的管家基因的表达量作为其他基因表达水平的参考。在这种实验中，通常选择看家基因的关键标准是是否这个基因在对照和实验条件下均以低方差均匀表达。  管家基因在用于基因表达实验（如 RT-PCR）之前应进行验证。  近期一个人类和小鼠看家基因和参考基因/转录本的网络数据库被建立，名为看家和参考转录本图谱（HRT Atlas），为 RT-qPCR 数据提供更新的看家基因列表和可靠的候选参考基因/转录本归一化。该数据库可以在 http://www.housekeeping.unicamp.br （页面存档备份，存于） 访问。

## 管家基因调控
管家基因对整个基因组的主要活动非常重要，他们的表达明显对生存起着不可缺少的作用。在身体中，管家基因的表达水平在不同地方微调来满足不同组织的需求。生物学界在管家基因启动子起始的生化研究的课题上一直是面临困难，部分原因是启动子基序和其实转录过程特征较少。
人类管家基因启动子普遍缺乏TATA-box,有高的GC含量，高概率能找到CpG岛。在不存在启动子特异性的CpG岛不存在的过硬上，管家基因的启动子包含DNA元件，比如DRE,E-box或者DPE.管家基因的转录其实是位点可以跨越大约100bp的区域，而发育调控基因的转录起始位点通常集中在一个狭窄的区域。关于管家基因的分散转录其实是如何建立的，这方面还很不明朗。有一些转录因子专门富集并调节管家基因启动子。此外，管家启动子受管家增强子条件，但不受发育调节的增强子调节